# Leading Lizzie Astray
Leading Lizzie Astray er en amerikansk stumfilm fra 1914 af Fatty Arbuckle.

## Medvirkende
- Roscoe 'Fatty' Arbuckle
- Minta Durfee som Lizzie
- Ed Brady
- Mack Swain
- Edgar Kennedy